# Le Villette
Le Villette è un quartiere di Crema, villaggio operaio costruito a partire dal 1926 nella parte nord della città. Il quartiere viene completato nel 1929.
Il villaggio si trova a ridosso del Canale Vacchelli e vicino alla Ferrovia Treviglio-Cremona; oggigiorno ha perso la funzione di villaggio operaio ed è un quartiere di natura prettamente residenziale; è di pertinenza della parrocchia di San Benedetto Abate.

## Storia
Verso il 1913 il dottor Paolo Stramezzi e l'ingegner Mario Marazzi acquisirono la fabbrica della Rezzica allo scopo di ampliarne la produzione: difatti vi venne impiantato un laminatoio. La società, denominata "Ferriera di Crema P. Stramezzi & C." crebbe economicamente e gli utili furono impiegati anche in ambito socio-economico, quali la costituzione di una mutua, l'organizzazione di soggiorni terapeutici marini o montani, la costituzione di un dopolavoro ricreativo.
Negli anni venti l'azienda finanziò la creazione di un villaggio operaio: si trattava di 25 case bifamiliari, poste su due piani, con zona giorno e zona notte ben distinte e bagno interno. Erano provviste anche di acqua, grazie ad una conduttura proveniente da un pozzo scavato all'interno della stessa Ferriera. Alcune case furono acquistate subito da operai e impiegati a 30.000 lire (del 1926), anche accendendo mutui, ma molte furono rivendute per insolvibilità a seguito della crisi del 1929. Nel frattempo la Ferriera andò sempre più specializzandosi nella lavorazione degli scarti per la produzione di acciaio cambiando denominazione in "Acciaieria Ferriera P. Stramezzi & C.".
Fin dagli anni quaranta si iniziò a parlare della costruzione di una chiesa, ma i tempi furono maturi solo nel 1956: fu dedicata a San Giuseppe Lavoratore e realizzata su progetto di Giuseppe Ermentini. Allo stesso professionista fu affidato l'incarico di costruire un asilo che fu retto prima dalla suore Canossiane, quindi dalle suore Angeliche. Cessò la sua attività nel 1996.
Durante la seconda guerra mondiale, nel 1944, il quartiere fu interessato da numerose incursioni aeree che avevano come obiettivo il vicinissimo ponte ferroviario sul fiume Serio. Ogni volta che il ponte veniva distrutto gli abitanti delle Villette venivano obbligati a collaborare alla sua ricostruzione dai tedeschi.
La stessa Ferriera subì ripercussioni: durante i bombardamenti furono distrutti due dei quattro laminatori.
Nel dopoguerra vennero aperti negozi ed una cooperativa di consumo. A partire dagli anni Sessanta tutto il patrimonio immobiliare fu venduto e molte delle Villette furono gradualmente trasformate perdendo la loro forma originaria.

## Monumenti e luoghi d'interesse

### Architetture religiose

#### La chiesa della Beata Vergine Maria Regina e san Giuseppe Lavoratore
Con decreto datato 8 luglio 1926 monsignor Marcello Mimmi stabilì che il villaggio operaio dovesse dipendere dalla parrocchia di Santa Maria della Croce; tuttavia la maggior frequentazione degli abitanti verso la città (servizi, scuole) fece rivedere la decisione e il 22 ottobre 1932 fu assegnato alla parrocchia cittadina di san Benedetto abate.

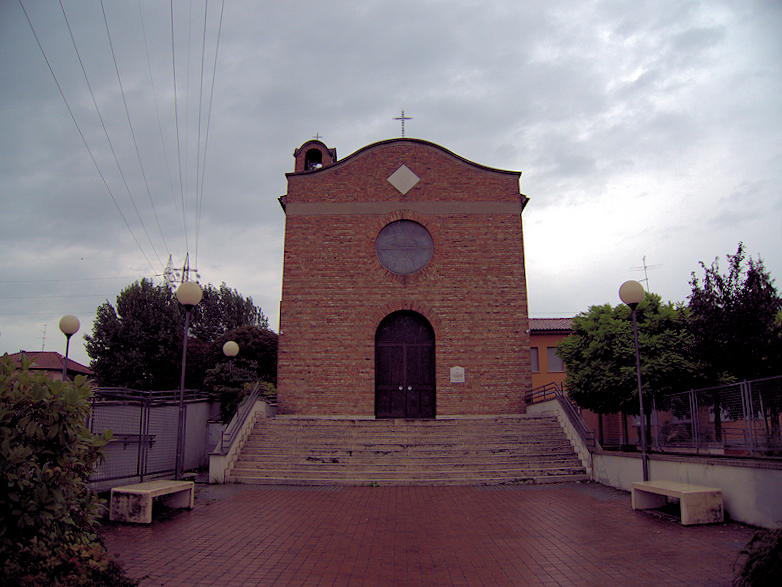
La chiesa della Beata Vergine Maria Regina e san Giuseppe Lavoratore

Per quanto riguarda la chiesa: già negli anni precedenti il secondo conflitto mondiale i dirigenti della Ferriera, il conte ingegner Mario Marazzi e il dottor Paolo Stramezzi, donarono alla comunità un appezzamento di terreno su sollecitazione del vescovo monsignor Francesco Maria Franco al fine di destinarlo alla costruzione di un luogo di culto a favore del villaggio operaio.
Gli eventi bellici non consentirono di perseguire il progetto che fu ripreso negli anni cinquanta. L'incarico della realizzazione fu affidato all'architetto Giuseppe Ermentini e la chiesa fu intitolata alla Beata Vergine Maria Regina e - prima chiesa in Italia - a san Giuseppe Lavoratore.
La posa della prima pietra fu eseguita alla presenza del vescovo di Crema monsignor Placido Maria Cambiaghi il 31 maggio 1955. Nell'occasione fu murata una pergamena con la seguente dicitura:
pensiero dei Papa Pio XII
la festa della regalità della stessa Vergine Maria»
Fu lo stesso vescovo Cambiaghi a inaugurare il nuovo edificio il 16 settembre 1956 assieme al parroco di san Benedetto don Gino Cavaletti e alla presenza delle autorità cittadine.
Ermentini progettò una chiesa che si rifà al mattone a vista tipico dell'architettura rurale padana, con una facciata sobria e leggera: sopra il portale una finestra circolare dà luce all'interno. Il timpano curvilineo è preceduto da un motivo a rombo.
Il campanile è a base quadrata, ma con la canna - con otto finestre rettangolari per lato - che si restringe a blocchi più piccoli man mano che si sale verso l'alto. La cella campanaria ha aperture a tutto sesto e termina con un andamento curvilineo. Il concerto di cinque campane in tonalità Do4 fu realizzato dalla ditta Luigi d'Adda nel 1957.
L'interno è ad aula unica, con alcuni arredi antichi portati dalla parrocchia. Al centro dell'abside è collocata una scultura lignea, un crocifisso opera in legno di tiglio di Felice Bolzoni, autore anche dell'ambone e dell'acquasantiera. Il quadro di San Giuseppe, invece, è opera di Rosario Folcini.

### Architetture civili

#### Il canale Vacchelli
Il canale Vacchelli è un'opera idraulica realizzata alla fine del XIX secolo per approvvigionare di acqua le terre cremonesi.

#### Le fabbriche
La titolazione a san Giuseppe Lavoratore della chiesa non è affatto casuale: sin dai primi anni della costruzione dell'Acciaieria Ferriera, complice anche la vicinanza dello scalo merci ferroviario, furono innalzati attorno al quartiere numerosi stabilimenti che ebbero una notevole rilevanza economica per il cremasco impiegando migliaia di addetti provenienti anche dai paesi attorno alla città.
A oriente delle Villette un gruppo di imprenditori milanesi costruì negli anni trenta la fabbrica della Società Anonima Serio (popolarmente nota come le machinète) per la costruzione delle macchine da scrivere Everest.
Lungo la ferrovia, praticamente in continuità con la Ferriera, nel 1930 fu costituita la società Lancini per la produzione di prodotti di carpenteria, tralicci, serbatoi; lo stabilimento esiste ancora: nel 1975 è subentrata la Sipre per la produzione di prefabbricati.
Nella stessa via fu costruito nel 1910 lo stabilimento Vincenzo Chizzoli per la produzione di copertoni impermeabili; fu completamente distrutto durante uno dei bombardamenti del 1944.
Proprio sul viale santa Maria della Croce prima del 1910 fu realizzato il complesso del margarinificio Arrigoni, società poi specializzatasi anche nella produzione di saponi. Nel 1939 pervenne alla ditta Gaslini. Dopo i bombardamenti lo stabilimento fu ricostruito e nel 1955 ceduto alla olandese Van den Bergh che nel 1962 si allargò con la costruzione di un nuovo complesso in via Gaeta per la produzione di maionese e formaggini.
Il mutamento delle condizioni economiche degli ultimi decenni del XX secolo ha profondamente modificato il tessuto sociale e molte di queste fabbriche sono state chiuse o riconvertite.
L'Acciaieria Ferriera ha cessato la produzione nel 1995 e per molti anni gli edifici sono stati abbandonati a se stessi. Nel 2020 iniziava la loro demolizione quale intervento propedeutico alla realizzazione di un sottopasso ferroviario che dovrebbe sostituire il passaggio a livello stradale di viale Santa Maria della Croce
Lo stesso destino ha avuto lo stabilimento della Serio-Everest: dopo una crisi finanziaria nel 1962 si iniziò a produrre le macchine da scrivere Olivetti; nel 1967 la produzione fu trasferita in un nuovo stabilimento costruito proprio a monte delle Villette e da allora i vecchi fabbricati giacciono in disuso. Il nuovo polo produttivo toccò il picco di 3.150 addetti nel 1971 per poi gradualmente scendere fino alla chiusura decretata nel 1992. Per alcuni anni lo stabilimento nuovo ha ospitato il polo informatico dell'Università di Milano.
Lo stabilimento Van den Bergh esiste tuttora, ceduto nel 2000 alla multinazionale Bakemark e produce panne vegetali, margarina industriale e pasticceria congelata; ma è stato demolito lo stabilimento di via Gaeta.